# 屋島の戦い
屋島の戦い（やしまのたたかい）は、平安時代末期の元暦2年/寿永4年 2月19日（1185年3月22日）に讃岐国屋島（現・高松市）で行われた戦いである。治承・寿永の乱の戦いの一つ。

## 背景
寿永2年（1183年）7月、源義仲に敗れた平氏は安徳天皇と三種の神器を奉じて都を落ち、九州大宰府まで逃れたが、在地の武士たちが抵抗してここからも追われてしまった。平氏はしばらく船で流浪していたが、同年9月、阿波国の田口成良に迎えられて讃岐国屋島に本拠を置くことができた。平宗盛は郡司に内裏の造営を命じ、完成するまでの間、六万寺を安徳天皇の行宮所と定めた。
寿永3年（1184年）1月20日、鎌倉の源頼朝と義仲の抗争が起き、義仲は滅びた（宇治川の戦い）。その間に平氏は義仲に奪われた失地を回復し、勢力を立て直して摂津国福原まで進出する。しかし、頼朝の弟の範頼・義経に攻められて大敗を喫した（一ノ谷の戦い）。
そのため同年2月7日、敗走した平家方は再び屋島に本拠を置くことになった。平家方は平知盛を大将に長門国彦島にも拠点を置いている。平氏はこの拠点に有力な水軍を擁して瀬戸内海の制海権を握り、諸国からの貢納を押さえ力を蓄えていた。一方の鎌倉方は水軍を保有していなかったため、どうしても彦島・四国攻めに踏み切れず、休戦が続いた。
後白河法皇は三種の神器の返還と源平の和平を打診させる使者を平宗盛へ送るが、宗盛はこれを拒否した。
一ノ谷の戦い後、範頼は鎌倉へ帰還し、義経は頼朝の代官として京に留まった。その後、義経は畿内の軍事と治安維持を担当することになる。頼朝は後白河法皇に義経を総大将として平氏を討伐したい旨の意見を奏請した。この体制に基づき義経の指揮の元、梶原景時を摂津・美作、土肥実平を備前・備中・備後の惣追捕使としその地域の武士達を統制に乗り出した他、大内惟義、山内経俊、豊島有経などが畿内の惣追捕使となった。
一方同年6月、頼朝は朝廷に奏上して範頼を三河守、一族の源広綱を駿河守、平賀義信を武蔵守に任官させ、頼朝は知行国主となり関東知行国を獲得した。
同年7月、後白河法皇は安徳天皇を廃し、その弟の尊成親王を三種の神器がないまま即位させた。後鳥羽天皇である。これにより、朝廷と平氏は完全に決裂した。

## 範頼の山陽道・九州遠征

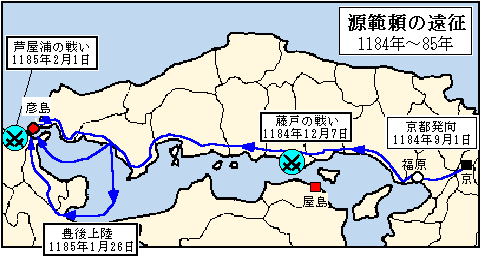
源範頼の遠征関係図拡大

梶原景時、土肥実平らが山陽道に乗り出したが、6月に入ると屋島に残る平家の勢力が再び山陽道に及び始め、その地の鎌倉御家人たちが平家に度々襲撃されるようになる(『玉葉』)。そのため西国への大規模な出兵が必要となった。その山陽道遠征軍の指揮をとるのは当初義経が予定されていたが、7月に入ると今度は畿内で三日平氏の乱が勃発し、その畿内の反乱を鎮圧するのに義経は専念せざるを得なくなる。そのため頼朝は山陽道への出兵の総指揮者を範頼に変更した。同年8月7日、範頼率いる和田義盛、足利義兼、北条義時ら1000騎が鎌倉を出立した。
三日平氏の乱は鎌倉方御家人佐々木秀義が戦死するなどの激しいものであり、乱そのものが鎮圧された後も、首謀者の一人である藤原忠清などの行方がわからず都は軍事上の不安を抱えている状態だった。そのころ都の治安維持に義経が必要不可欠であると判断した後白河法皇は8月に義経を検非違使尉に任じた。
8月27日に範頼は入京して追討使に任じられ、9月1日に3万余騎をもって、京を発し九州へ向かった。
山陽道を進む範頼軍は10月には安芸国に達し、いったんは長門国まで進出するが、兵糧が尽きて周防国へ後退している。12月には備中国藤戸の戦いで平行盛の軍を撃破しているが、範頼の遠征軍は長く伸びた戦線を平氏軍に脅かされ兵糧の調達に窮し、関門海峡を知盛に押さえられており、船もないため九州にも渡れず進撃が止まってしまった。範頼は窮状を訴える書状を次々と鎌倉に送っている。侍所別当の和田義盛ですら鎌倉へ密に帰ろうとする事態になり、範頼軍の将兵の間では厭戦気分が広まり全軍崩壊の危機に陥った。思わしくない戦況に鎌倉の頼朝は焦燥した。
一方、京に留まっていた義経は後白河法皇に引き立てられ、9月には従五位下に昇り、10月には昇殿を許されている。義経は後白河法皇との結びつきを強めた。
元暦2年（1185年）1月に範頼は豊後国と周防国の豪族から兵糧と兵船を調達して、ようやく豊後国へ渡ることに成功。2月1日、範頼は筑前国芦屋浦で平氏方の原田種直を破る。範頼は背後から彦島の知盛を衝くことを企図するが兵船が不足して実行できなかった。
この苦境を知った義経は後白河法皇に西国出陣を奏上し、許可を得た。

## 合戦の経過

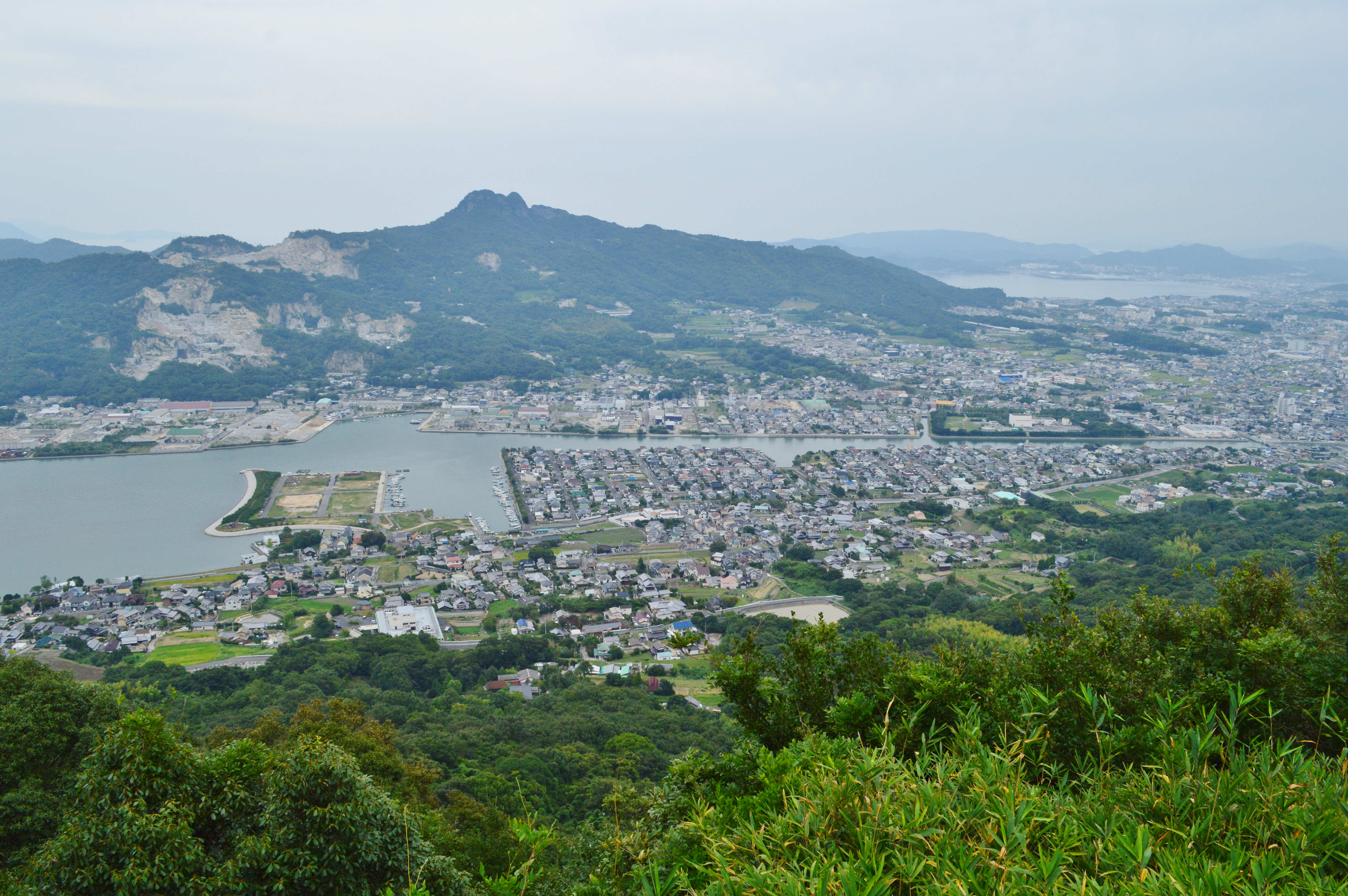
屋島古戦場

### 出港準備と逆櫓論争

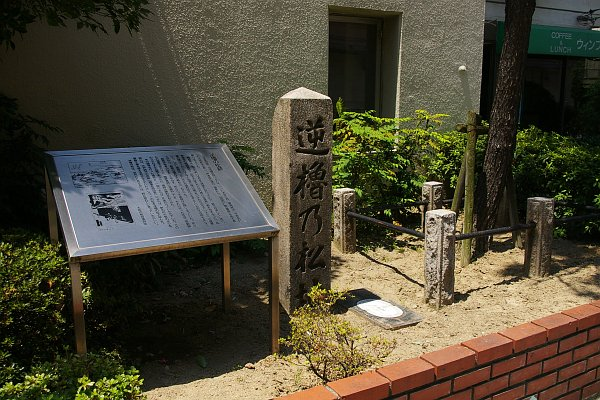
逆櫓の松趾碑

2月、義経は摂津国の水軍渡辺党と熊野別当湛増の熊野水軍そして河野通信の伊予水軍を味方につけて、摂津国渡邊津に兵を集めた。
出航直前の2月16日に後白河法皇の使者高階泰経が渡辺津に来て、義経に「大将が先陣となることはない」と京へ戻るよう法皇の意を伝えている。この頃まだ都の治安維持には義経が必要不可欠とみられていたからである。これに対して義経は「自分には存念があり、先陣となって討ち死にする覚悟があります。」と決意を述べ、制止を振り切って出陣に踏み切ることになる。当時、範頼が九州から引き上げるという噂が立ち、このことが平家を勢いづかせることが懸念されていた。

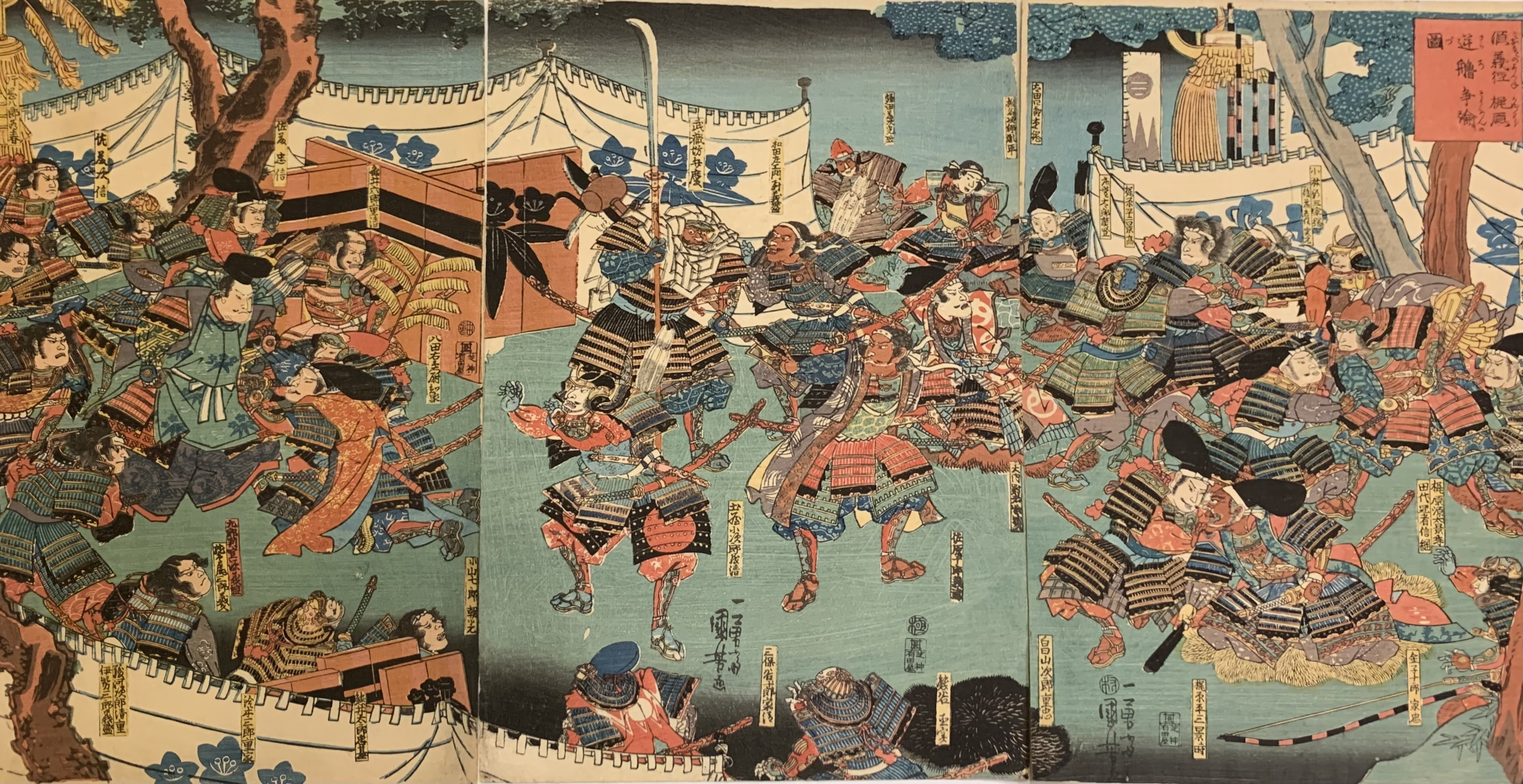
源義経梶原逆櫓争論図、歌川国芳

『平家物語』によれば、渡邊津を出航するにあたり義経は戦奉行の梶原景時と軍議を持ち、景時は船の進退を自由にするために逆櫓を付けようと提案した。しかし、義経は「そのようなものを付ければ兵は退きたがり、不利になる」と反対する。景時は「進むのみを知って、退くことを知らぬは猪武者である」と言い放ち、義経は「初めから逃げ支度をして勝てるものか、わたしは猪武者で結構である」と言い返した。逆櫓論争である。景時は深く遺恨を持ち、後の頼朝への讒言となり、義経の没落につながったとされる。しかし、『吾妻鏡』『玉葉』の記述から、このころ景時は範頼軍と行動を共にしていたという見解が有力であり、『平家物語』のこの逸話は虚構の可能性が高い。

### 奇襲

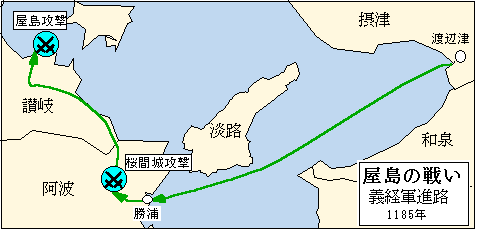
屋島の戦い関係図拡大

2月16日夜、義経は嵐の中をわずか5艘150騎で摂津国渡辺から阿波国に向かった。『平家物語』には強風で船出を渋る船頭や舵取りに対し、義経は怒って強引に船を出させた逸話が残っている。
通常3日の航路を4時間ほどで阿波国勝浦（現在の小松島市）に到着したという。
義経は在地の武士である近藤六親家から、阿波民部重能の弟・桜庭良遠が平家に味方していること、屋島にいる平家の軍勢は島々に分散していること、伊予国の河野通信の討伐のため平家方からの田口教能（田内教能）が3000騎で出陣しており屋島守備隊は1000騎に過ぎないことを知らされた。
まず、義経は桜庭良遠の舘を襲って打ち破った。新居見城主である近藤六親家の兵を先導役に阿波国と讃岐国の境にある大坂越を通り、2月18日の午前4時ごろに讃岐引田に着いて小休止した後、夜通しで屋島まで進撃した。
この頃の屋島は独立した島になっていた（江戸時代の新田開発により陸続きに近くなった。ただ、今なお相引川によって隔てられている）。干潮時には騎馬で島へ渡れることを知った義経は強襲を決意。2月19日の早朝、義経は寡兵であることを悟られないために古高松の民家に火をかけて白旗を多数立て大軍の襲来と見せかけた。平家方は海上からの攻撃を想定して船を隠していたが、早朝に陸上から奇襲を受けたため狼狽し船で海上へと逃れた。
やがて、源氏軍が意外に少数と知った平氏軍は、船を屋島・庵治半島の岸に寄せて激しい矢戦を仕掛けてきた。『平家物語』によれば、平氏の猛攻に義経の身も危うくなり、郎党の佐藤継信が義経の盾となったが、平氏随一の弓の名手である平教経に射られて討死した。このとき継信の首を討とうと平教経の家来の菊王丸が駆け寄ったが、継信弟の忠信に射落とされ、船にまで運ばれたが息を引き取ったと伝わる。なお『吾妻鏡』によれば、教経は屋島の戦い以前に、一ノ谷の戦いで討ち死にしている。
2月19日の夕方、源氏軍は瓜生ヶ丘に陣を敷いた。瓜生ヶ丘は西林寺あたりから菜切り地蔵堂にかけての丘で、地元では「源氏が丘」や「機敷が岡」とも呼ばれている。
源氏方は二晩寝ずの強行軍だったため、義経は夜襲を警戒して農民に篝火を焚かせ八栗方面から瓜生ヶ丘まで歩かせたという。平家方では夜襲を決行するか意見が分かれたため実行されなかった。

### 弓流しと扇の的

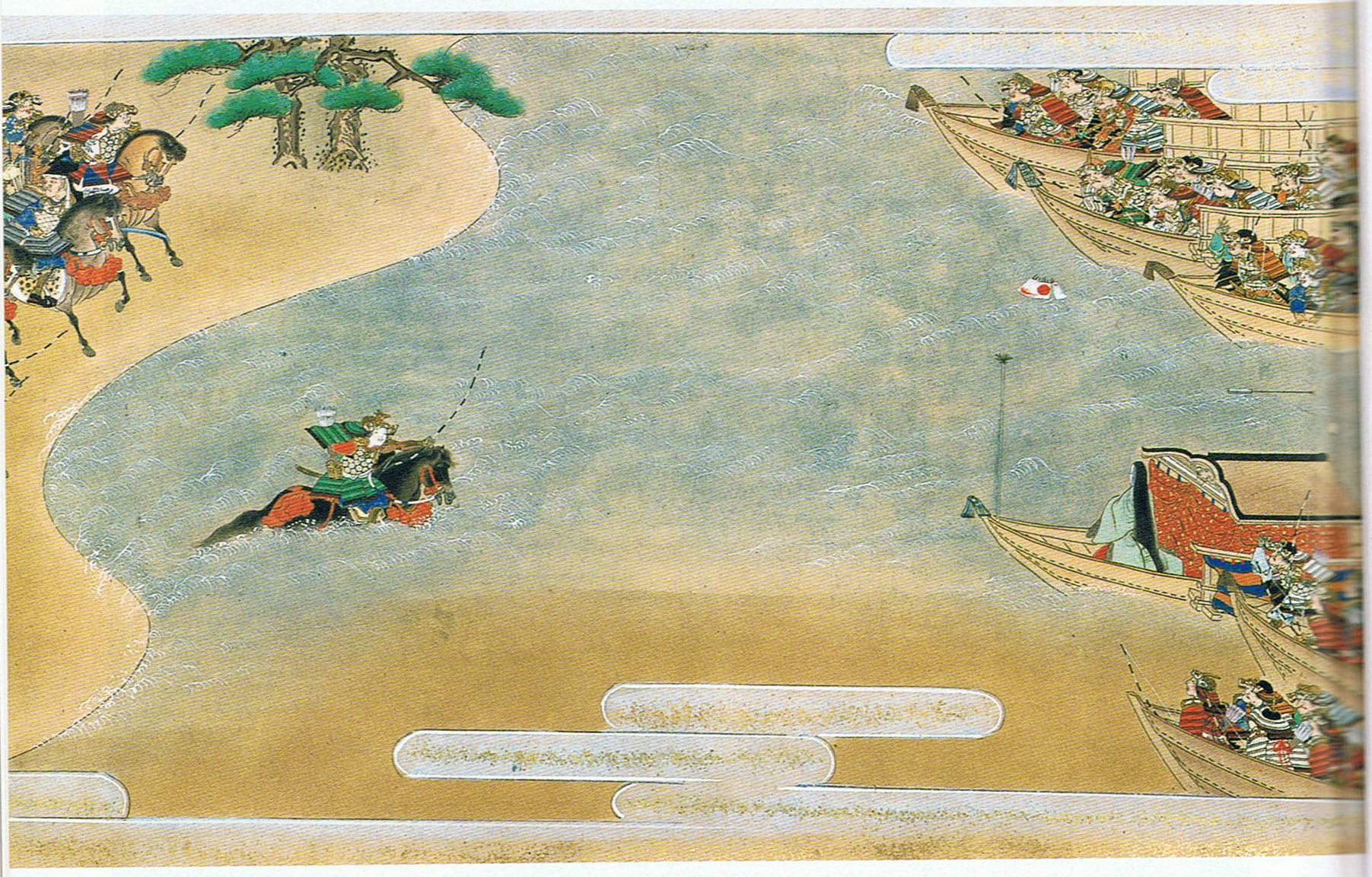
扇の的『平家物語絵巻』巻十一

2月20日は総門前の浜を中心に戦いが続いたが、平家方は伊予国からの1000騎の援軍を待っていることを悟られないよう意図的に攻めては引く戦法をとった。
義経が脇に挟んでいた弓を落とし、平家方に弱い弓を使っていることが知られぬよう命がけで弓を拾い上げたという『平家物語』の「弓流し」のエピソードはこの際のことである。また、源氏の美尾屋十郎が平家の悪七兵衛景清に兜の錣を引きちぎられる「景清の錣引き」の逸話もこの戦いでのことである。
2月20日夕刻、平家方から女官が乗った小舟が現れ、竿の先の扇の的を射させようとした。外せば源氏の名折れになると、義経は手だれの武士を探し、畠山重忠に命じるが、重忠は辞退し代りに下野国の武士・那須十郎を推薦する。十郎も傷が癒えずと辞退し、弟の那須与一を推薦した。与一はやむなくこれを引き受ける。
与一は海に馬を乗り入れると、弓を構え、「南無八幡大菩薩」と神仏の加護を唱え、もしも射損じれば、腹をかき切って自害せんと覚悟し、鏑矢を放った。矢は見事に扇の柄を射抜き、矢は海に落ち、扇は空を舞い上がった。しばらく春風に一もみ二もみされ、そしてさっと海に落ちた。『平家物語』の名場面、「扇の的」である。美しい夕日を後ろに、赤い日輪の扇は白波を浮きつ沈みつ漂い、沖の平氏は船端を叩いて感嘆し、陸の源氏は箙を叩いてどよめいた。これを見ていた平氏の武者、年五十ほど、黒革おどしの鎧を着、白柄の長刀を持っている者が、興に乗って扇のあった下で舞い始めた。義経はこれも射るように命じ、与一はこの武者も射抜いて船底にさかさに射倒した。平家の船は静まり返り、源氏は再び箙を叩いてどよめいた。あるものは「あ、射た」といい、あるものは「心無いことを」といった。
2月21日、平家方は八栗半島の北を回り込んで志度から上陸して背後をつくことを試みたが、それを知った義経は志度寺あたりでこれを撃退した。『平家物語』には、この時、僅か15騎を率いた義経の郎党の伊勢義盛が田内成直の3000騎を降伏させたという話がある。
志度の作戦に失敗した平家方は源氏の大船団が屋島に向かっていることを知り西方に退いた。2月22日には梶原景時が率いる140余艘の船が屋島に到着した。

## 戦いの終結とその後
平家方は源氏の大船団が屋島に向かっていることを知り西方に退いたとされる。ただし、九条兼実の『玉葉』では平家方が屋島合戦に敗れて四国勢が離反した後の3月16日の時点でも安芸国厳島に到着した船は百隻としており、屋島からの撤退を「不可解」とみる見解もある。平氏は屋島を失ったことで制海権を失い、源氏方の海軍が瀬戸内海に侵入することが可能になり、陸上への補給線攻撃もできなくなった。
既に九州は範頼の大軍によって押さえられており、平氏は彦島に孤立してしまう。義経は水軍を編成して、最後の決戦である壇ノ浦の戦いに臨むことになる。

## 研究
菱沼一憲（国立歴史民俗博物館科研協力員）は著書「源義経の合戦と戦略 ―その伝説と実像―」（角川選書、2005年）で、この合戦について以下の説を述べている。
思わしくない戦況に、頼朝は義経へ屋島攻撃の命令を出した。義経は畿内の海運関係者である淀江内忠俊と、摂津源氏と関係の深い水軍・渡辺党を取り込み、文治元年（1185年）1月、渡辺党の本拠地・渡邊津へと赴き、1ヶ月間、兵糧の集積と兵船の準備を進めた。
義経渡海以前、紀伊水道を取り囲む紀伊・淡路・讃岐・阿波では反平家分子が生じていた。寿永2年（1183年）、淡路で源頼仲の子・加茂冠者義嗣と源頼賢の子・淡路冠者義久が、反平家分子によって担がれて挙兵している。結局、平教経らに鎮圧されたが（六ヶ度合戦）、反平家勢力の糾合のためには、源氏の棟梁格の人物が必要とされていたことを示している。そこで義経は、阿波の反平家勢力と連絡を取り、自らは少数で阿波へ渡り兵を集めつつ迂回して陸上から攻め、梶原景時は大規模な水軍を擁して海上から攻撃するという作戦を立てた。
2月、義経は阿波へ渡海し、近藤親家の案内によって桜間を攻めた。桜間は平家最大与党・阿波民部大夫の近親者である桜庭能遠の城で、阿波国衙に隣接する平家方の重要拠点であった。この攻撃により、平家は海に孤立する島以外の拠点を失った。その後、義経軍は屋島も攻め落とした。景時率いる主力の水軍は、風雨によって到着が遅れた。
2月19日、平氏軍は志度浦から上陸を試みるが鎌倉方に撃退される。
3月16日、屋島の西の島、讃岐国塩飽庄にいた平家軍を、海上から景時軍が、陸上から義経軍が攻撃し、平家は100艘余りで安芸国厳島に退いた。
また、森公章は論文「古代阿波国と国郡機構」の中で当時の阿波国内の状況について論じ、田口成良は『山槐記』治承2年10月19日条の記述により、「粟田成良」が正しく阿波国の在庁官人である粟田氏の一族であったとする。一方、近藤氏は鹿ケ谷の陰謀で平氏政権に処刑された西光（藤原師光）の一族で藤原氏を本姓と称した阿波国の在庁官人であり、近藤親家もその一族の1人であったとする（森は懐疑的であるが、『古代氏族系譜集成』（古代氏族集成会、1986年）では親家を西光の子とする）。近藤氏は院に、粟田氏は平家に接近して、国衙機構の中で勢力を競合させていたが、鹿ケ谷の陰謀によって近藤氏は逼塞を余儀なくされていた。近藤氏はそうした経緯から反平氏の動きに呼応して近藤親家の義経への情報提供につながったとする。なお、平家滅亡後、粟田成良親子は処刑されたものの、成良の一族とみられる粟田重政が藤原（近藤）親家とともに阿波国の有力在庁官人として引き続き活動していた事を示す宣旨（建仁4年2月17日付宣旨（『鎌倉遺文』1433号/「大和春日神社文書」所収））が残されており、粟田・近藤両氏がその後もその勢力を保ったとみられている。

## 伝承
屋島の戦いでは那須与一が扇の的を射たことで知られているが、源氏方に扇の的を差し出した平家方の玉虫御前（鬼山御前）は、平家の落人が逃れたとされる肥後国五家荘の手前に移り住んだという伝承がある。五家荘の伝承によると平家一族の追討にきた那須与一の嫡男の小太郎を先に進ませないよう引き留めているうちに、小太郎と玉虫御前は同地で幸せに暮らすようになったという。玉虫御前の故郷である熊本県御船町には源平合戦後に玉虫御前が平家の菩提を弔うため建立した玉虫寺の跡（玉虫寺跡）が残っている。

## 史跡
- 射落畠（高松市登録史跡） - 佐藤継信が義経の身代わりとなって射落とされたとされる場所で、1931年（昭和6年）に佐藤継信の子孫によって池泉が作られ、射落畠碑と遠祖君乗馬薄墨碑が建立された[11]。高松市牟礼町牟礼。
- 佐藤継信の墓 - 二か所あり継信の死を嘆いた義経がその菩提を弔うよう覚阿上人という志度寺の僧に自らの愛馬である太夫黒を贈り葬った場所（佐藤継信の墓･太夫黒の墓）と、高松藩祖の松平頼重が遍路道近くに石碑を建てた場所（佐藤継信の墓、高松市登録史跡） が知られる[1]。
- 菊王丸の墓 - 佐藤継信の弟忠信に射落とされた菊王丸は仮宮近くに埋葬された[1]。屋島東町檀ノ浦にある。
- 長刀泉（なぎなたいずみ[1]、高松市登録史跡） - 瓜生ヶ丘の周辺にあり源氏軍の陣跡に比定されている[12]。『三代物語』では海辺の陣だったため炊事用水に苦慮していたとされ、弁慶が長刀で井を穿つと泉が湧きだしたという伝説がある[12]。高松市牟礼町牟礼。
- 菜切地蔵（高松市登録史跡） - 神櫛王墓南方の丘の上にあり、地蔵堂の中央に地蔵菩薩、右側に五輪塔の変形的なもの、左側に十一面観音がある[13]。地元では右側に安置されている最も古い五輪塔の変形的なものを「地蔵」と呼び、弁慶がこれの背をまな板がわりにして大長刀で菜を切ったと伝えている[13]。高松市牟礼町牟礼。
- 駒立岩（高松市登録史跡） - 那須与一は扇の的を射るときに海中にあって潮が引くと頭を出すこの巨石の上に駒（馬）を立てて扇を射たといわれる[1][14]。
- 祈り岩（高松市登録史跡） - 那須与一が扇の的を射るときに神明の加護を祈った岩で、箕輪弥六の書いた「いの里岩」の石標が建てられている[1][15]。